# Grammascosoecia porosa
Grammascosoecia porosa är en mossdjursart som beskrevs av Ferdinand Canu och Ray Smith Bassler 1922. Grammascosoecia porosa ingår i släktet Grammascosoecia och familjen Petaloporidae. Inga underarter finns listade i Catalogue of Life.